# Affaire Sohane Benziane

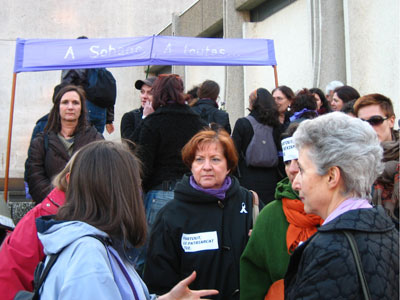
Manifestation du collectif Solidarité féministe lors du procès de Djamel Derrar en 2006.

L'affaire Sohane Benziane fait référence au féminicide par le feu d'une jeune fille, Sohane Benziane, en 2002, à Vitry-sur-Seine dans le département du Val-de-Marne (France).

## Historique
Sohane Benziane a été découverte inanimée, gravement brûlée, le 4 octobre 2002, dans un local à poubelles de la cité Balzac, à Vitry-sur-Seine dans le Val-de-Marne. Elle est décédée quelque temps après à l’hôpital. Sohane Benziane était une jeune fille de 17 ans qui habitait le quartier.
L’auteur du meurtre, Jamal Derrar, âgé de 19 ans au moment des faits, prétendait interdire l'accès de sa cité à la jeune fille, et avait préparé son expédition punitive avec un complice pour surveiller la porte du local où le meurtre eut lieu, en présence d'une amie de la victime qui a pu témoigner.

### Procès
Le procès du meurtrier de Sohane Benziane, Jamal Derrar, a eu lieu du 31 mars au 7 avril 2006, à la Cour d'assises du Val-de-Marne (Créteil). Il a été condamné à 25 ans de prison pour « actes de torture et de barbarie ayant entraîné la mort sans intention de la donner » et son complice, Tony Rocca, à 8 ans. Ce dernier a fait appel et sa peine a été alourdie à 10 ans en deuxième instance.

## Retentissement

### Réactions
Ce meurtre et ses circonstances particulièrement violentes ont eu un fort retentissement médiatique, choquant fortement l'opinion publique, et levant une importante vague de protestation contre la situation parfois dramatique vécue par les jeunes femmes face au machisme ou au sexisme. Benziane est devenue le symbole des souffrances que subissent les jeunes filles qui se battent contre la misogynie dont elles sont l’objet.

### Marche et manifestation
C’est en mémoire de Sohane Benziane que Vitry-sur-Seine fut choisie pour point de départ de la « marche des femmes des quartiers contre les ghettos et pour l’égalité », menée par 4 filles et 2 garçons, qui traversa la France en février 2003, pour aboutir à l'importante manifestation nationale du 8 mars 2003 (près de 30 000 personnes ont manifesté dans les rues de Paris leur soutien à la révolte des femmes des quartiers victimes de la violence machiste), et consacrant la naissance de l'association Ni putes ni soumises,.

### Hommages

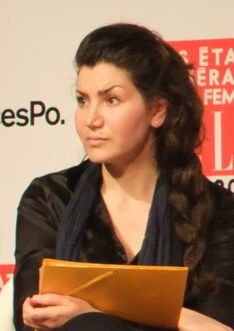
Kahina Benziane, sœur de Sohane, témoigne et poursuit le combat lors des États généraux de la Femme 2010.

Le maire de Vitry-sur-Seine a inauguré une esplanade Sohane-Benziane, et depuis le 21 janvier 2006, un centre d'animation parisien porte également son nom.
Une plaque commémorative a été placée en sa mémoire, au pied de la tour où vivait la jeune fille,. Mais, régulièrement profanée par les riverains, refusée par la mairie de Vitry qui s'opposait à ce qu'y soient indiquées les circonstances de sa mort, cette plaque a dû être temporairement hébergée au cimetière parisien du Montparnasse. Ce n'est que trois ans plus tard que la plaque en mémoire de Sohane Benziane a enfin retrouvé sa place, officiellement inaugurée le 4 octobre 2005, en présence de sa sœur, Kahina Benziane. Cette plaque définitive porte l'inscription : « À la mémoire de Sohane, morte brûlée vive. Pour que garçons et filles vivent mieux ensemble dans l'égalité et le respect. Sohane Benziane 1984-2002. ».
Le 5 septembre 2012, la tour de la cité Balzac où Sohane a été brûlée est démolie par le procédé du vérinage.